# Leonard Nelson
Leonard Nelson (ur. 11 lipca 1882 w Berlinie, zm. 29 października 1927 w Getyndze) – niemiecki filozof i przedstawiciel neokantyzmu oraz Nowej Szkoły Friesa.

## Życiorys
Leonard Nelson był synem adwokata Heinricha Nelsona (1854-1929) i malarki Elisabeth Nelson (z rodz. Lejeune-Dirichlet, 1860-1920), wnuczki matematyka Petera Gustava Lejeune Dirichleta (1805-1859) i krewnej filozofa Mosesa Mendelssohna (1729-1786). W 1907 roku Leonard Nelson poślubił Elizabeth Schemann (1884-1954) w Berlinie-Wilmersdorf. Po ślubie para przeprowadziła się do mieszkania w Getyndze przy Nikolausberger Weg, gdzie Nelson mieszkał aż do śmierci. W tym małżeństwie urodził się syn Gerhard Nelson (ur. 7 maja 1909, zm. 1944 w II wojnie światowej we Włoszech). 5 kwietnia 1912 roku rozwiódł się. Elisabeth Nelson poślubiła później w 1917 roku filozofa Paula Hensela. Grób Nelsona znajduje się na cmentarzu żydowskim w Melsungen (Hesja) niedaleko Kassel.
Leonard Nelson uczęszczał do francuskiego gimnazjum w Berlinie, gdzie w marcu 1901 roku uzyskał maturę. Studia podjął na Uniwersytecie Ruprechta-Karola w Heidelbergu w zakresie filozofii, prawa, nauk przyrodniczych i nauk o literaturze. Uczęszczał na zajęcia matematyka Leo Koenigsbergera, filozofa Kuno Fischera i logika Paula Hensela. W roku 1901 przeniósł się na Uniwersytet Humboldtów w Berlinie, gdzie pozostał aż do semestru letniego 1903 roku, aby następnie przenieść się do Getyngi na Uniwersytet Georga Augusta. Tutaj uzyskał pod skrzydłami Juliusa Baumanna doktorat w 1904 roku na podstawie pracy pod tytułem Jakob Friedrich Fries und seine jüngsten Kritiker i napotkał trudności w swej akademickiej karierze przede wszystkim ze strony Edmunda Husserla. Mimo to w 1908 roku wraz Kurtem Grellingiem sformułował antynomię Grellinga-Nelsona, wersji antynomii Russella. W 1909 roku dzięki wsparciu matematyka Davida Hilberta uzyskał habilitację.
Leonard Nelson był myślicielem politycznym, który kładł nacisk na jedność filozofii i praktyki. Przejście od teoretycznej refleksji do życia etycznego było częścią jego filozoficznego programu. Nelson sformułował koncepcję etycznego socjalizmu zbliżoną do neokantowskiej szkoły marburskiej. Jednak w 1917 roku wraz z założonym przez niego Internationaler Jugend-Bund (IJB) popadł w konflikt z linią Socjaldemokratycznej Partii Niemiec. W 1925 roku przewodnictwo partii podjęło uchwałę o niezgodności ich doktryn. Po wykluczeniu Nelson założył Internationaler Sozialistischer Kampfbund (ISK), który od 1933 roku działał w opozycji do narodowego socjalizmu.
W Kampfbund zaangażowana była również Grete Hermann, która pracowała jako prywatna asystentka Nelsona od swej obrony pracy doktorskiej w 1925 roku. Grete Hermann razem z Minną Specht wydała tom System der philosophischen Ethik und Pädagogik w ramach pism zebranych Nelsona.

## Działalność
Intelektualnym celem Nelsona była kontynuacja krytycznej filozofii Immanuela Kanta, której realizację Nelson odkrył w myśli Jakoba Friedricha Friesa. Już jako młody student Nelson wraz z przyjaciółmi założył w Berlinie i w Getyndze filozoficzną grupę dyskusyjną zwaną Nowej Szkoły Friesa (szkoły neofriesjańskiej), która programowo nawiązywała do Starej Szkoły Friesa. Do kręgów związanych Nową Szkołą Friesa zaliczyć można następujące osobistości nauki i filozofii:
- matematyk Gerhard Hessenberg i fizjolog Karl Kaiser, z którymi Nelson od 1904 roku wydawał Neue Folge der Abhandlungen der Friesischen Schule;
- laureat Nagrody Nobla Otto Meyerhof, który kontynuował dzieło po przedwczesnej śmierci Nelsona wraz z Franzem Oppenheimerem i Minną Specht(inne języki) aż do roku 1937;
- psychiatra i psychoterapeuta Arthur Kronfeld, przyjaciel i kolega Otto Meyerhofa;
- teolog Rudolf Otto;
- Paul Bernays, późniejszy współpracownik Davida Hilberta;
- matematyk i filozof nauki Kurt Grelling;
- matematyk Richard Courant;
- fizyk Max Born;
- socjolog i ekonomista Carl Brinkmann(inne języki) Carl Brinkmann i
- ekonomista Alexander Rüstow.

W 1913 roku oddał przewodnictwo w Jakob-Friedrich-Fries-Gesellschaft i wyznaczył Arthura Kronfelda jak zastępcę prezesa i sekretarza. Towarzystwo przetrwało I Wojnę Światową osłabione. Jedynie w 1921 roku odwołało konferencję na temat Relativitätstheorie und Kritische Philosophie.
Po zakończeniu I Wojny Światowej Nelson na wzór akademii platońskiej otworzył Akademię Filozoficzno-Polityczną.
Założył także Gesellschaft der Freunde der Philosophisch-Politischen Akademie oraz Internationaler Jugendbund.
Uczniami Nelsona i towarzyszami z Internationaler Sozialistischer Kampfbund byli:
- ekonomista Hans Peter(inne języki);
- polityk SPD Willi Eichler(inne języki);
- premier Alfred Kubel(inne języki);
- minister spraw wewnętrznych Otto Bennemann(inne języki) i
- dziennikarz Fritz Eberhard(inne języki).

Jego dawni towarzysze po II wojnie światowej brali udział w odbudowie instytucji demokratycznych w Republice Federalnej Niemiec. Na przykład Fritz Eberhard był członkiem Rady Parlamentarnej.

## Poglądy
Nawiązując do Friesa Leonard Nelson rozumie swoją filozofię jako teoretyczną i praktyczną, zorientowaną na matematyczną ścisłość, kontynuację krytycznej filozofii Immanuela Kanta. Nelson wymaga od myśli filozoficznej rygorystycznej naukowej wiarygodności i konsekwentnej realizacji przekonań we własnej praktyce i polityce.
W rozprawie Die Unmöglichkeit der Erkenntnistheorie Nelson (1911) reprezentuje pogląd, że naukowa epistemologia nie jest możliwa, ponieważ nie da się uzasadnić naukowo obiektywnej ważności poznania bez założenia tego rodzaju ważności.
W swoim słynnym wykładzie Die sokratische Methode z 1922 roku Nelson postuluje zmodyfikowaną metodę sokratejską w nauczaniu filozofii również jako sposób na ożywienie badań filozoficznych. Swoje stanowisko określa jako „neosokratyczne”.
Nelson przypisuje etyce filozoficznej ważną rolę do odegrania w przemianie obyczajowości. W centrum jego rozważań znajdowało się pojęcie interesu. Zgodnie z jego zasadą godności osobistej każde stworzenie, które może odczuwać przyjemność i ból, przysługuje prawo do poszanowania jej interesów.
Nelson uważał się za etycznego, antyklerykalnego i niemarksistowskiego socjalistę. Z tej pozycji wpłynął w szczególności na socjaldemokratę Eichlera jednego z głównych autorów programu godesbergerskiego.
Nelson reprezentował publicznie wegetarianizm.

## Dzieła

### Dzieła zebrane
- Gesammelte Schriften in neun Bänden. Herausgegeben von Paul Bernays, Willi Eichler(inne języki), Arnold Gysin(inne języki), Gustav Heckmann(inne języki), Grete Henry-Hermann, Fritz von Hippel(inne języki), Stephan Körner(inne języki), Werner Kroebel und Gerhard Weisser(inne języki). Meiner, Hamburg 1970–1977.
  - Band I: Die Schule der kritischen Philosophie und ihre Methode,
  - Band II: Geschichte und Kritik der Erkenntnistheorie,
  - Band III: Die kritische Methode in ihrer Bedeutung für die Wissenschaft,
  - Band IV: Kritik der praktischen Vernunft;
  - Band V: System der philosophischen Ethik und Pädagogik,
  - Band VI: System der philosophischen Rechtslehre und Politik,
  - Band VII: Fortschritte und Rückschritte der Philosophie von Hume und Kant bis Hegel und Fries,
  - Band VIII: Sittlichkeit und Bildung,
  - Band IX: Recht und Staat.

### Inne
- Ethische Methodenlehre. Leipzig 1915.
- Die Rechtswissenschaft ohne Recht. Leipzig 1917.
- Die sokratische Methode. W: Abhandlungen der Fries’schen Schule. Neue Folge. Hrsg. v. Otto Meyerhof, Franz Oppenheimer, Minna Specht(inne języki). 5. Band, H. 1. Öffentliches Leben, Göttingen 1929, s. 21–78.
- Demokratie und Führerschaft. Berlin 1932.
- Ausgewählte Schriften. Studienausgabe. Hrsg. und eingeleitet von Heinz-Joachim Heydorn. Frankfurt 1974.
- Vom Selbstvertrauen der Vernunft: Schriften zur krit. Philosophie und ihrer Ethik. Hrsg. von Grete Henry-Hermann (Philosophische Bibliothek. Band 288). Hamburg 1975.

### Publikacje pośmiertne
- Kritische Naturphilosophie. Mitschriften aus dem Nachlass. Hrsg. von Herrmann Kay und Jörg Schroth (Beiträge zur Philosophie, Neue Folge 233). Heidelberg 2004.

### Przekłady
- O sztuce filozofowania. Tłum. T. Kononowicz, P. Waszczenko. Kraków 1994.